# Cesta hrdinů SNP

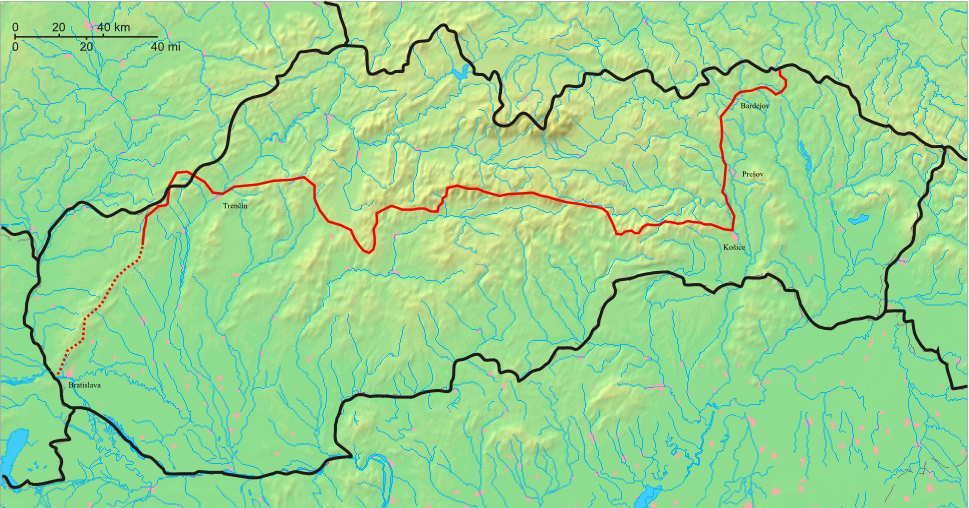
Průběh trasy cesty hrdinů SNP

Cesta hrdinů SNP (slovensky Cesta hrdinov SNP) je značená dálková turistická trasa na Slovensku, která vede z Dukelského průsmyku na severovýchodu země až na hrad Devín na západní hranici s Rakouskem. Její celková délka podle uváděných zdrojů kolísá mezi 750–770 kilometry. Částečně zasahuje i na území Česka. Je pojmenována podle Slovenského národního povstání (SNP)
Cesta hrdinů SNP je nejdůležitější turistická trasa na Slovensku. Začíná na severovýchodě v Dukelském průsmyku a prochází celým Slovenskem až na Bradlo. Z Bradla dál pokračuje jako Štefánikova magistrála do Bratislavy. Prochází většinu oblastí Slovenska, kde probíhaly významné akce Slovenského národního povstání a při osvobozování Slovenska v letech 1944 a 1945. Cesta je značená červeným turistickým značením a po většinu trasy je totožná s Evropskou dálkovou turistickou trasou E8.
Trasa Cesty hrdinů SNP byla pojmenována v roce 1956. Její průběh kopíroval od Devína po Dobšinskou ledovou jeskyni starší Štefánikovu cestu vyznačenou roku 1928, dále už šla trasa vlastním směrem do Košic, Prešova, Bardejova, Svidníku na Duklu. Později se na více místech trasa změnila – např. okolo Bielé skály, v pohoří Žiar a v Kremnických vrších.
Klub slovenských turistů nabízí turistický záznamník s mapami po této trase.

## Průběh trasy
Z krajinářské stránky je velmi různorodá, což vyplývá z její délky, jakož i skutečnosti, že neprochází jen pohořími, ale na určitých úsecích vede i obydlenými údolími a tamními sídly. Celkově však trasa prochází zejména horami a kopíruje i horské hřebeny. Turistická trasa vede významnými pohořími jako Čergov, Volovské vrchy, Nízké Tatry, Velká Fatra, Žiar, Strážovské vrchy, Bílé Karpaty, Malé Karpaty a prochází některými městy – např. Bardejovem, Trenčínem, Starou Turou či Bratislavou, obchází města jako Prešov či Košice. Kvůli průběhu převážně horami je Cesta hrdinů SNP náročnější přechod a trasa se zvládá v průměru za 26 až 28 dní. Je možné ji zvládnout i za lepší čas, avšak je nutné ujít denně více než 30 km, což si při chůzi s těžkým batohem již vyžaduje předchozí přípravu.

## Popis trasy

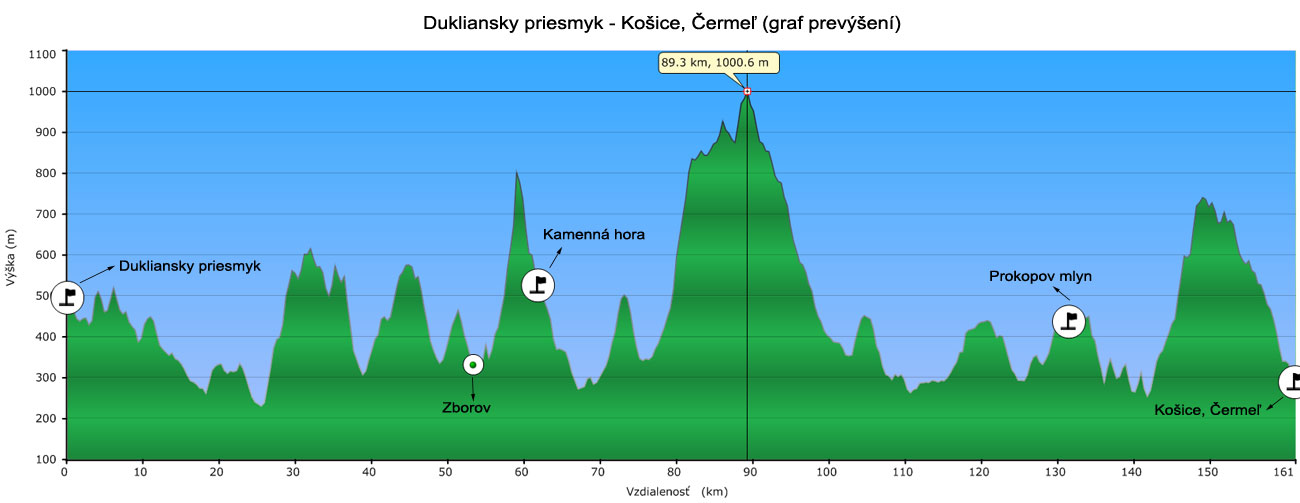
Profil trasy Dukla–Čermeľ

Cesta hrdinů SNP začíná v Dukelském průsmyku, kde z Polska přes hraniční přechod přicházejí například turistické trasy E8 a E3. Červeně značená Cesta hrdinů SNP pokračuje přes odbočku na pozorovatelně Ludvíka Svobody, kolem hřbitova a Dukelského památníku a kolem obce Vyšný Komárnik, odtud horami přes Medvedie, Vyšnou Pisanou, Nižnou Pisanou a údolím potoka Kapišovka, takzvaného „Údolí smrti“, kde se koncem října 1944 sváděly těžké boje. Odtud opět horami a přes Nižnou Jedľovou přichází cesta až do Svidníku kolem památníku a hřbitova, kde je pohřbeno 9000 sovětských vojáků, kteří padli při osvobozování východního Slovenska.

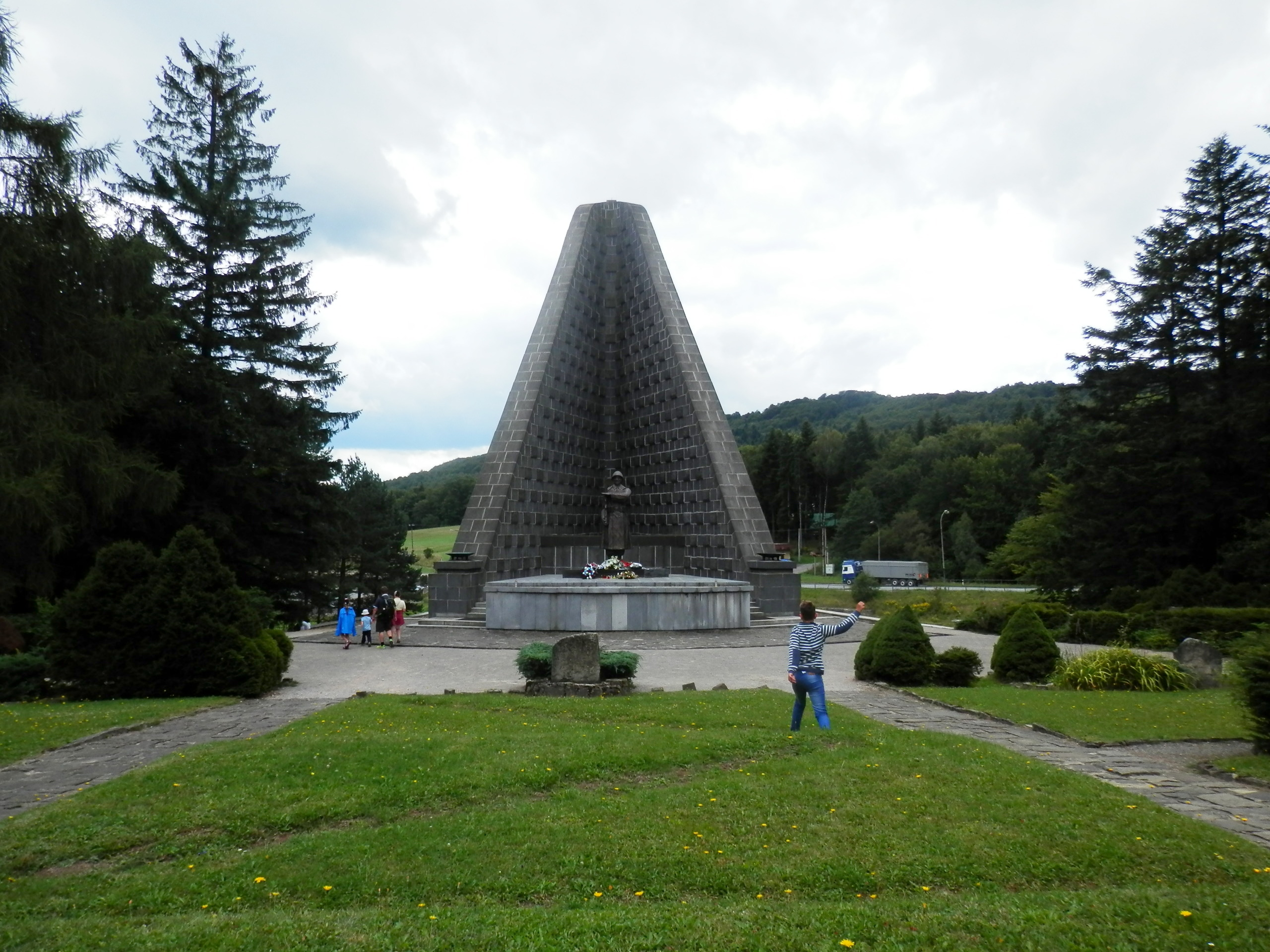
Památník v Dukelském průsmyku

Na druhé straně města stezka prochází kolem expozice muzea Ukrajinské a rusínské kultury a vychází na vrch Čierna hora, odkud pokračuje po hřebeni přes Makovické sedlo a traverzuje kopec Makovica do obce Kurimka. Odtud cesta pokračuje lesem na Kohútov a Spálený vrch do Andrejové, kde se opět vrací do hor, prochází nedaleko zříceniny hradu Zborov do stejnojmenné obce. Tam začíná stoupat na Stebníckou Maguru, odkud stezka pozvolna klesá do Bardejovských Kúpelí, následně lesem přichází do Bardejova. Z města stoupá po asfaltové cestě na Miháľov a krajem osady Kľušovská Zábava až do Hervartova, kde prochází kolem vzácného dřevěného kostelíka sv. Františka. Stoupá lesem do sedla pod vrchem Žobrák, přes Bukový vrch k vrcholu Čergova. Odtud postupně klesá do Terně, odkud prochází sedlem pod Lysou stráží do Veľkého Šariše a pokračuje částečně lesem kolem Prešova, přes jeho městskou část Cemjata do Radatic. Turistická stezka pokračuje přes obec Ľubovec až na Pustý mlýn na potoce Sopotnica nedaleko obce Sedlice, pak schází do Kysaku. Z této významné železniční křižovatky turistická trasa stoupá přes Jánošíkovy baštu na Vysoký vrch, následně traverzem přes vrchol Čečatová a kolem Košické zoologické zahrady do Kavečian.

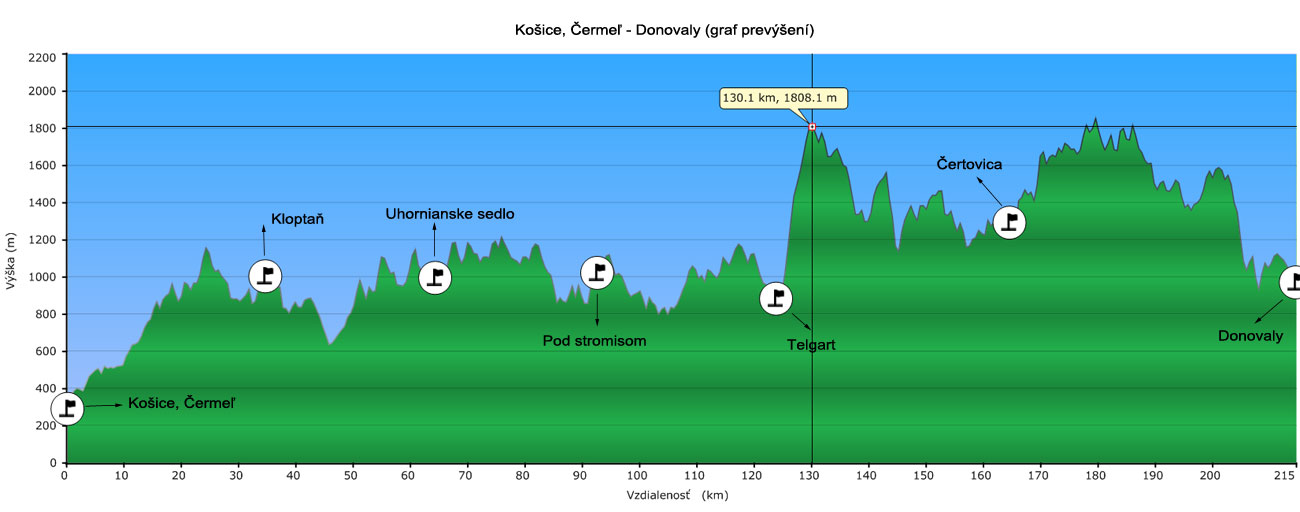
Profil trasy Čermeľ–Donovaly

Pohled na Kojšovskou hoľu z Cesty hrdinů SNP

Zde se na území Košic stáčí u rekreační oblasti Čermeľ do Volovských vrchů, vede na Kamenný hrb a Jahodnou, odkud pokračuje na Prednou Holicu a Kojšovskou hoľu. Pokračuje přes Tri studny na Kloptaň, odtud vede přes Štós-kúpele jižním směrem k Osadníku a pokračuje traverzem přes Pipitku, Úhornianské sedlo a sedlo Krivé lesem až na vrch Skalisko. Nedaleko stojí chata Volovec. Ze Skaliska pokračuje turistická stezka přes vrch Peklisko a sedlo Sulov na Dobšinský kopec nad vodní nádrží Palcmanská Maša u Dedinek. Odtud trasa pokračuje přes malebné úbočí Slovenského ráje na Čuntavu a dále přes sedlo Besník do Telgártu.

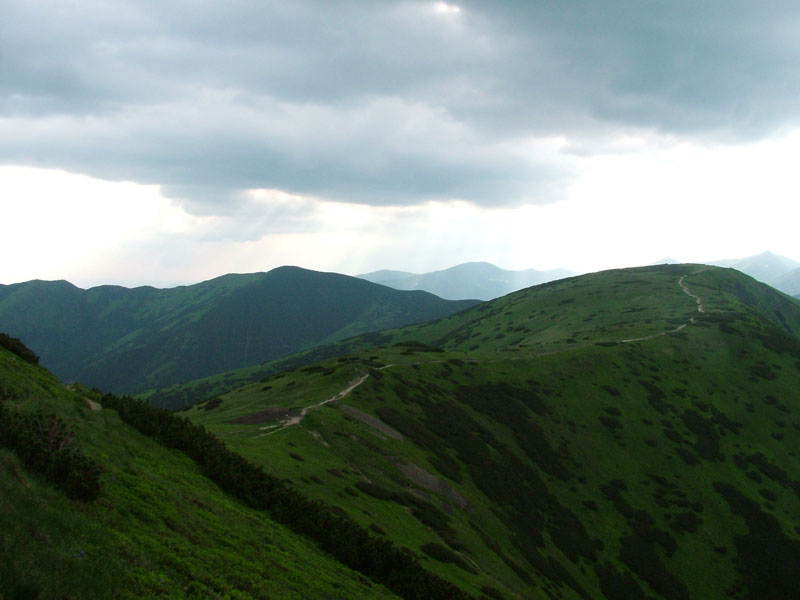
Pohled na hřeben Nízkých Tater

Z Telgártu, známého místa bojů během SNP, stoupá stezka více než 1000 m na Kráľovu hoľu, kde začíná jeden z nejkrásnějších úseků hřebenem Nízkých Tater. Od vysílače pokračuje červeně značená cesta přes Orlovou, Ždiarské sedlo okolo útulny Andrejcová, přes sedlo Priehybka k Veľké Vápenici a sedlo Priehyba na Zadné hoľi. Přes Homôlku pokračuje kolem útulny Ramža přes Bacúšské sedlo až na průsmyk Čertovica. Odtud prudce stoupá pod lyžařské vleky na Lajštroch a přes Kumštové sedlo přichází k Chatě M. R. Štefánika pod Ďumbierem.

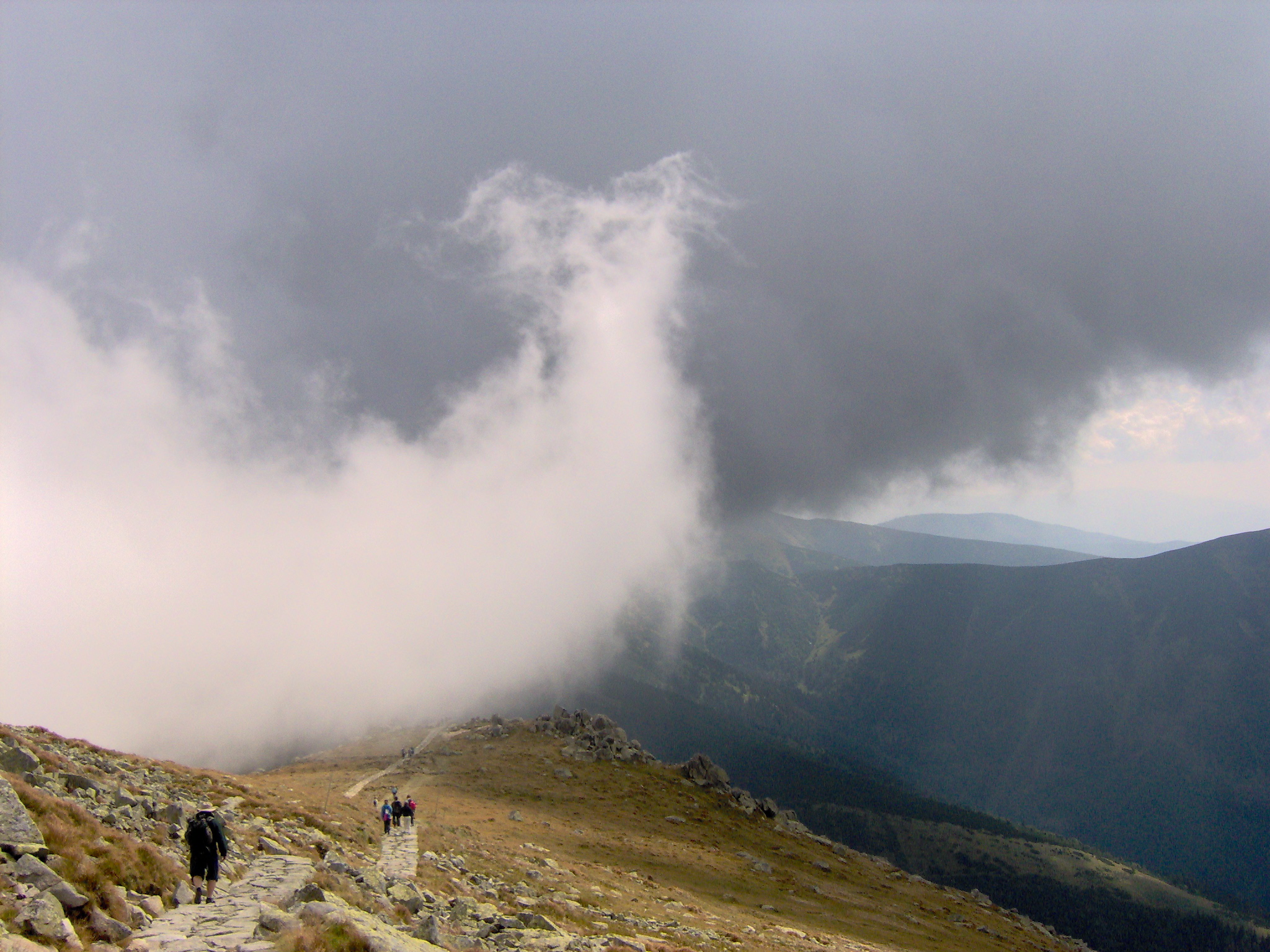
Cesta hrdinů SNP mezi Chopkem a Ďumbierem

Trasa vrchol jen obchází a pokračuje směrem na Chopok, okolo Kamenné chaty pod Chopkem na Poľanu, dále přes Kotliská, Chabenec do sedla Ďurkové, nedaleko kterého se nachází útulna Ďurková. Turistická stezka pokračuje na Ďurkovou přes Latiborskú hoľu, Velkou Chochuľu a Prašivou do Hiadeľského sedla. Následně přes Kozí chrbát a Kečku vede už Starohorskými vrchy na Donovaly, další významné centrum SNP.

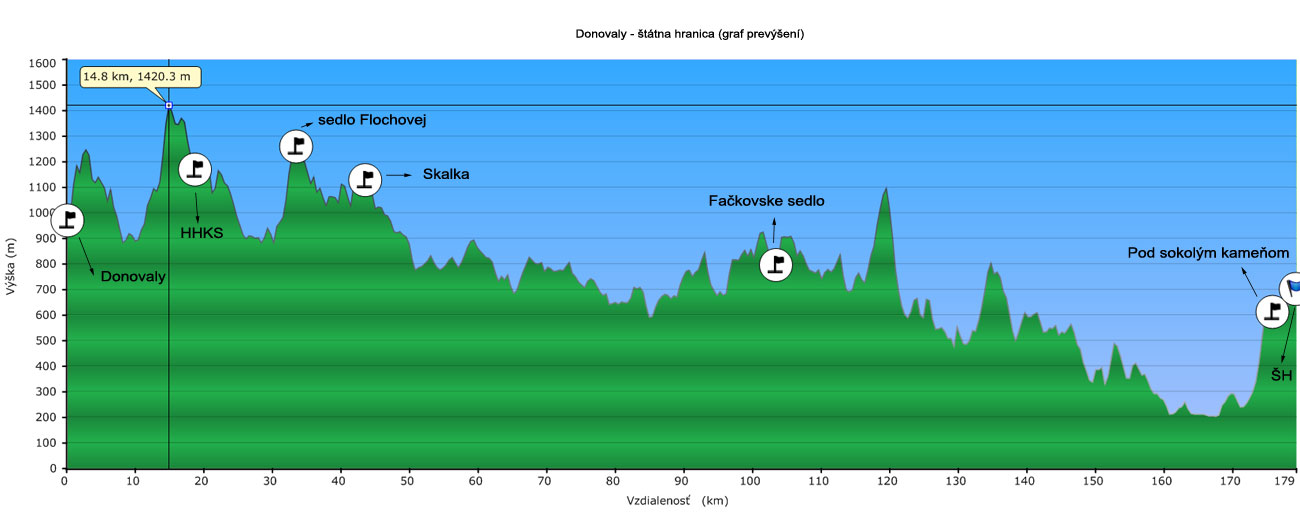
Profil trasy Donovaly – hranice Slovenska s Českem

Z Donoval, kde během SNP ustupující povstalci zanechali zbytky své těžké výzbroje, stoupá stezka už pohořím Velká Fatra na vrch Zvolen a pokračuje hřebenem přes sedlo Veľký Šturec a Prašnické sedlo na Krížnou. Z vrcholu pokračuje na Kráľovu studnu, kde prochází kolem horského hotelu lesem a traverzuje Krásny kopec. Do Kremnických vrchů prochází sedlem Malý Šturec a přes Svrčinník hřebenem přes Kordícke sedlo a Vyhnatovou na Skalku. Nedaleko od vysílače Suchá hora se stáčí na Krahuli, kde schází do údolí a pokračuje po asfaltové cestě přes Kremnické Bane do Kunešova, odkud po loukách stoupá na Vysokou. Přes Bralovou skálu pokračuje hřebenem pohoří Žiar kolem Skleného, traverzem vrchu Horeňova, Chrenovské Lazy a vrch Vyšehrad do Vyšehradského sedla. Turistická stezka pokračuje lukami a lesem přes Hadvigu do Vríckého sedlo, kde vchází do Malé Fatry.

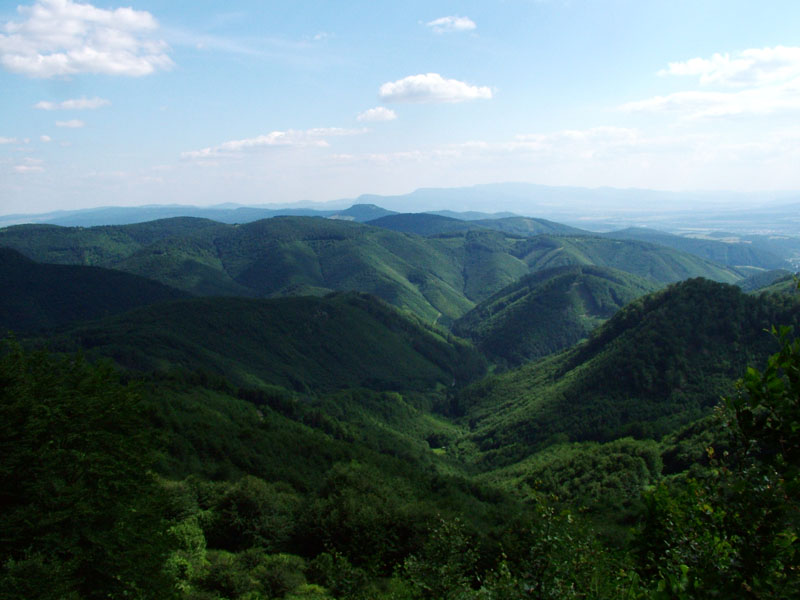
Pohled na Strážovské vrchy

Trasa vede pohořím pod bočním hřebenem až do Fačkovského sedla, kde obchází majestátní Kľak. Za sedlem už cesta vede Strážovskými vrchy – nejprve prudce stoupá na Homôľku, odtud přichází přes vrch Priečna a sedlo Javorinka do obce Čičmany. Za horou Strážov, nejvyšším vrcholem Strážovských vrchů, cesta klesá do obce Zliechov, odtud po loukách a přes lesy prochází kolem obce Valaská Belá a následně stoupá do sedla Palúch pod vrchem Vápeč. Následně stezka prudce klesá do obce Horná Poruba, odkud nenáročným traverzem jde pod Omšenskou Babou až do Trenčianských Teplic. Ze zdejšího lázeňského prostředí vede cesta lesem do Kubré, městské části Trenčína. Ve městě cesta přechází po silničním mostě přes Váh a přes městskou část Zlatovce vede do Drietomy, kde začíná stoupat již Bílými Karpaty na Sokolí Kameň a Machnáč, ležící na státní hranici s Českem. Po hranici trasa pokračuje na vrch Kykula, kde načas opouští slovenské území.

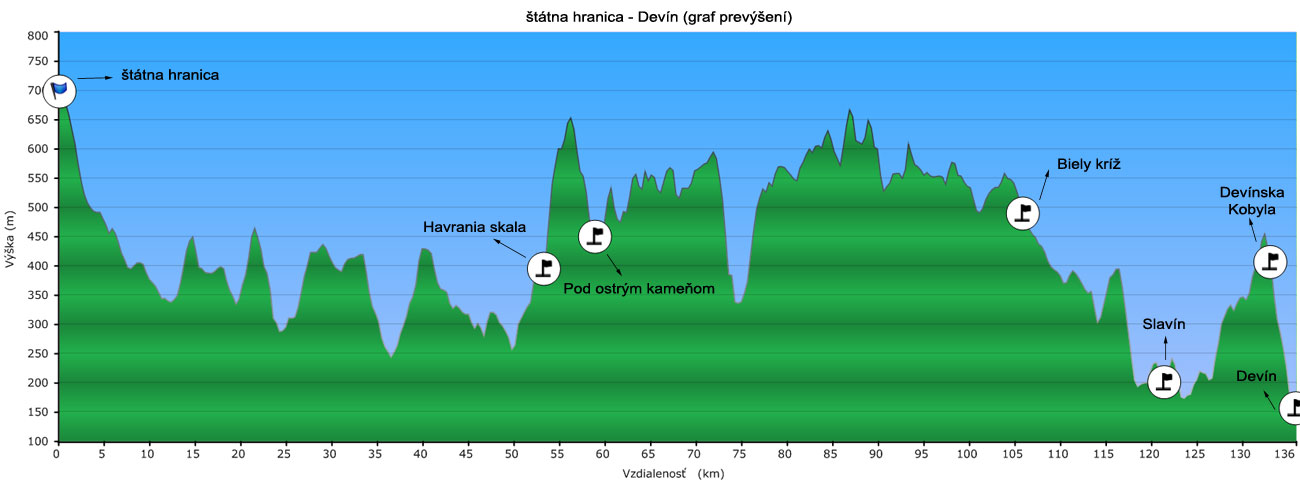
Profil trasy hranice SR / ČR – Devín

Na Moravě cesta hrdinů vede přes Mikulčin vrch a Troják a na slovenské území se dostává na vrcholu Velké Javořiny. Stezka pokračuje přes pomník I. D. Dibrova, Čupec (česky Čapec) a Vrch Slobodných do Myjavské pahorkatiny a její centra, Myjavy. Přes Polianku pokračuje na Bradlo, na kterém se nachází Mohyla M. R. Štefánika. Odtud červená značka jde souběžně se Štefánikovou magistrálou a pokračuje městem Brezová pod Bradlom do Malých Karpat. Prochází obcí Dobrá Voda a hřebenem Malých Karpat přes Záruby, Vápennou, Pezinskou Babu, až po Bílý Kríž nad Račou. Dále jde už opět samostatně přes Kamzík, okolo Slavína na Devínskou Kobylu do Devína k hradu, kde magistrála končí.
Štefánikova magistrála odbočuje na rozcestí Biely kríž zelenou značkou přes Jurský Šúr až ke památníku na místě pádu letadla M. R. Štefánika nedaleko letiště Bratislava.

## Turistické značení
|         | č. 0701                     | č. 0801                     | č. 0901             |
| ------- | --------------------------- | --------------------------- | ------------------- |
| začátek | Hrad Devín, parkovisko      | Pri Hornej Porube, hradecká | Pred Čuntavou       |
| konec   | Pri Hornej Porube, hradecká | Pred Čuntavou               | Duklianský priesmyk |
| délka   | 220,6 km                    | 256,8 km                    | 294,7 km            |